# Земо Мсхалґорі
Земо Мсхалґорі (груз. ზემო მსხალგორი) — село в Грузії.
За даними перепису населення 2014 року в селі проживає 513 осіб.